# Joan Roig i Diggle
Joan Roig i Diggle (Barcelona, 12 de maig de 1917 - Santa Coloma de Gramenet, Barcelonès, 12 de setembre de 1936) va ser un jove català de 19 anys, assassinat per milicians descontrolats de la FAI en el transcurs de la Guerra Civil, a causa de la seva fe catòlica. Reconegut màrtir per l'Església catòlica i proclamat beat el 7 de novembre de 2020.

## Biografia
Fill de Ramon Roig i Font, de Barcelona, i de Maud Diggle Puckering, nascuda a Barcelona però de pares anglesos. Comença l'escolaritat en els Germans de les Escoles cristianes i a continuació en els Clergues Regulars de les Escoles Pies (Escolapis) del carrer Diputació de Barcelona. L'any 1934, Joan Roig ha de deixar els estudis per posar-se a treballar. La família es va haver de traslladar a viure al Masnou. En Joan es col·locà de dependent en un magatzem de teixits i estudia als vespres per acabar el batxillerat ja que volia cursar la carrera de Dret. Al Masnou ingressa en el Grup "Mar Blava" que formava part de la Federació de Joves Cristians de Catalunya; se'l nomena vocal de Pietat i delegat dels avantguardistes. Es destaca per la seva pietat i sobretot la devoció per l'eucaristia. Tots els dies, abans d'anar a treballar, assisteix a les 7 del matí a la missa. Enfront de la inestabilitat política de l'època, Joan prepara els seus camarades a morir per la fe catòlica. Un d'aquests companys informarà que deia sobretot: «Doncs si Déu ens ha escollit, hauríem d'estar disposats a rebre el martiri amb gràcia i coratge, com ens convida a tot bo cristià.»

### Mort
El 20 juliol 1936, milicians republicans calen foc a la seu local del Masnou de la Federació dels Joves Cristians. Mentre que Catalunya s'enfonsa en la guerra civil, Joan encoratja els seus camarades, va a visitar als ferits a l'hospital i enterra els morts. Com que les esglésies havien estat tancades, el pare Llumá, que és el director espiritual d'en Joan, dona al jove una reserva eucarística perquè pugui anar a cases particulars a atendre els necessitats. Joan explica a la família Rosés, als que porta el Santíssim el dia de la seva mort: “No tinc por de res, porto el Mestre amb mi".
Aquella mateixa nit, 11 de setembre de 1936, davant del domicili del jove, es varen sentir fortes frenades de cotxe i poc després uns cops molt forts i crits davant la porta del seu domicili. Joan, en aquells moments, molt conscient del que li podia passar, va combregar amb l'eucaristia que li havia confiat Mn. Llumà. Tanmateix, els crits dels que picaven a la porta, eren cada vegada més forts. Joan, sense perdre la serenitat, va anar ell mateix a obrir la porta, i abans, com per donar ànims a la seva mare, li va dir: “Deixa’ls per a mi”. Entraren apuntant-lo amb pistoles i el portaren al dormitori. Ho registraren tot, buscant armes i potser coses de valor. Finalment, decidiren portar-se’n el jove. Joan, molt tranquil, li va dir a la seva mare: “Tranquil·la, vaig a casa de X…, si hi he d'anar”. I va afegir amb la llengua de la seva mare: “God is with me” (“Déu és amb mi”).
Se’l varen endur en cotxe primer a Barcelona, a buscar el seu pare, a casa del seu tiet. En Joan no va sortir del cotxe, mentre el grup saquejava i cremava els objectes religiosos de la casa dels seus tiets. Però no van trobar el seu pare a la casa. Des d'allà van portar a Joan Roig cap al cementiri de Santa Coloma de Gramenet. El van fer baixar del cotxe i el van posar davant dels murs del cementiri. El grup va agafar les armes i li va disparar cinc trets al cor i un al cap. Joan, abans de morir, els va dir: “Que Déu us perdoni, com jo us perdono”.
Els mateixos que el van assassinar varen quedar impressionats pel coratge d'en Joan… “Aquell jove ens parlava serenament”, va comentar després un del grup. I un altre va afegir: “Aquell jove ros era un valent”. Era la matinada del 12 de setembre de 1936.

## Beatificació
La causa per a la beatificació i la canonització de Joan Roig i Diggle es va obrir el 4 octubre 1999, a Barcelona. La causa diocesana en la qual es recollien els testimoniatges sobre la seva vida i les condicions de la seva mort es va clausurar el 16 maig de 2001 i a continuació es va enviar a Roma per ser estudiada per la Congregació per a les causes dels sants.
En el 2007, durant el procés de la causa, les seves despulles van ser traslladades i enterrades a l'església parroquial de Sant Pere del Masnou, sota l'altar de la capella de la Mare de Déu del Carme, on son venerades actualment. Després de l'informe positiu de les diferents comissions sobre la santedat i el martiri de Joan Roig i Diggle, el papa Francesc va reconèixer, el 2 d'octubre de 2019, que va ser mort 'en odi de la fe', amb què el declarà màrtir, i signà el decret que en permetia la beatificació.
Joan Roig i Diggle va ser proclamat beat en el transcurs d'una missa celebrada el 7 de novembre de 2020 a la basílica de la Sagrada Família de Barcelona.